# 1918 na arte

## Eventos
- 3 de dezembro - Fundação do grupo de artistas expressionistas designado por Novembergruppe.

## Quadros
- José Malhoa - Outono
- Amedeo Modigliani - Retrato de Blaise Cendrars

## Nascimentos
| Data           | Nome                                 | Profissão                                | Nacionalidade | Observações | Ref |
| -------------- | ------------------------------------ | ---------------------------------------- | ------------- | ----------- | --- |
| 6 de fevereiro | Lothar-Günther Buchheim              | escritor, pintor e coleccionador de arte | Alemanha      | m. 2007     |     |
| 13 de julho    | Sebastião Carvalho Leme              | fotógrafo                                | Brasil        | m. 2007     |     |
| 8 de novembro  | Hermann Zapf                         | designer de Fonte tipográfica            | Alemanha      | m. 2015     |     |
| ??             | António Fernando dos Santos (Tóssan) | pintor, ilustrador, decorador e gráfico  | Portugal      | m. 1991     |     |

## Mortes
| Data           | Nome                    | Profissão         | Nacionalidade                              | Observações | Ref |
| -------------- | ----------------------- | ----------------- | ------------------------------------------ | ----------- | --- |
| 6 de fevereiro | Gustav Klimt            | pintor simbolista | Império Austríaco                          | m. 1862     |     |
| 19 de maio     | Ferdinand Hodler        | pintor            | Suíça                                      | n. 1853     |     |
| 29 de maio     | Guilherme de Santa-Rita | pintor            | Reino Unido de Portugal, Brasil e Algarves | n. 1889     |     |
| 8 de agosto    | Johann Lorenz Madein    | arquitecto        | Império Austríaco                          | n. 1857     |     |
| 25 de outubro  | Amadeo de Souza-Cardoso | pintor            | Reino Unido de Portugal, Brasil e Algarves | n. 1887     |     |
| 30 de outubro  | Egon Schiele            | pintor            | Império Austríaco                          | n. 1890     |     |